# Ypiranga-incidens

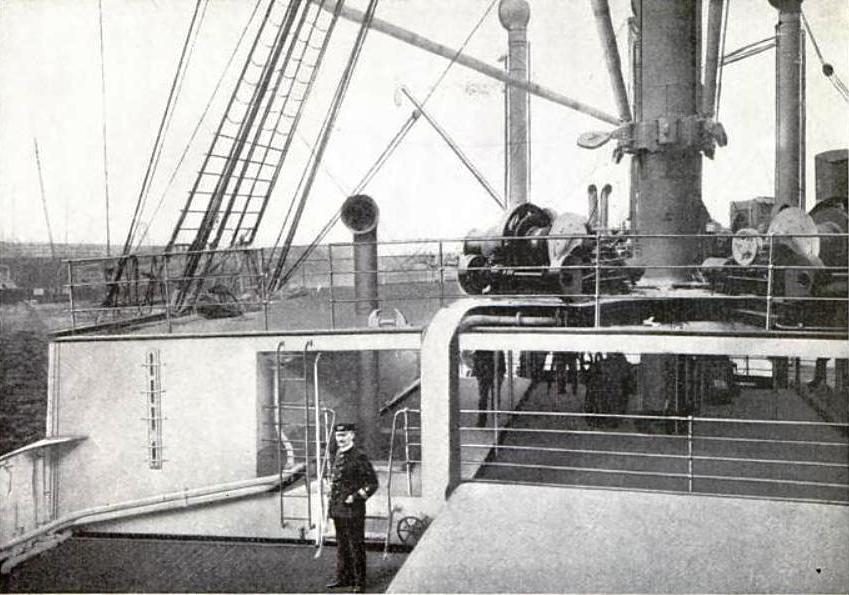
Az Ypiranga fedélzetén készített fénykép 1911 táján

Az Ypiranga-incidens egy diplomáciai konfliktus volt a mexikói forradalom idején közvetlenül az első világháború kitörése előtt, 1914 áprilisában Veracruz kikötőjében. A HAPAG hamburgi hajótársasághoz tartozó Ypiranga kereskedelmi gőzhajó fegyvereket és lőszert szállított a Victoriano Huerta vezette mexikói kormányzatnak, az Egyesült Államok azonban fegyverembargó alá vonta Mexikót, hogy megakadályozza a fegyverek beáramlását az országba, ezzel Huerta elnököt arra kényszerítve, hogy Európából és Japánból próbáljon meg fegyverekhez jutni.
Az Ypiranga Veracruzban próbálta kirakodni a rakományát épp azon a napon a kikötőbe érkezve, mikor az amerikai csapatok megszállták azt, azonban a megszállók Thomas Woodrow Wilson amerikai elnök utasításainak eleget téve lefoglalták a hajót. Az Egyesült Államok nem üzent hadat Mexikónak és hivatalos blokádot sem rendelt el a partjainál, így az Ypiranga lefoglalása sértette a nemzetközi jogot, emiatt pedig az amerikaiaknak szabadon kellett engedniük. A német gőzös Veracruzból továbbhajózott Puerto Méxicóba (mai Coatzacoalcosba), mely nem állt amerikai megszállás alatt, ahol kirakodhatta a kormányzati erőknek szánt szállítmányát.

## Előzmények
1913 februárjában Victoriano Huerta tábornok államcsínyt hajtott végre Félix Díaz, a korábbi elnök, Porfirio Díaz unokaöccsének és a nagyhatalmak, köztük az amerikai nagykövet, Henry Lane Wilson támogatásával, hogy megdöntsék Francisco Ignacio Madero kormányzatát. Madero fegyverben tartotta a szövetségi haderőt és elrendelte a forradalmi csapatok feloszlatását, melyek a hatalomra segítették őt. Madero Huerta tábornokot rendelte a kitörő lázongások elnyomására. A növekvő ellenállás veszélybe sodorta Madero elnökségét. A Madero halálával járó államcsínyre februárban került sor, William Howard Taft elnökségének végén és annak teljes támogatásával. 1913 márciusától az USA adminisztráció oldalt váltott, és ezután Huerta helyett a lázadókat kezdte támogatni. Wilson fegyverembargót rendelt el a(z) Huerta kormányzattal szemben, amitől a bukását várták. Az európai nagyhatalmak Huertát támogatták, de nyíltan nem akarták finanszírozni és fegyverrel ellátni a rendszerét, mivel tartottak az Egyesült Államokkal való szembekerüléstől.
Huerta keresett egy ügynököt, aki a számára szükséges fegyvereket beszerezheti, ez a személy pedig Leon Raast lett, Oroszország Mexikóvárosba delegált alkonzulja. Raast elutazott New Yorkba, ahol találkozott Abraham Ratner huertista ügynökkel és felkereste a Mexikóval kereskedelmi kapcsolatban álló Marquard és tsa. vállalatot azzal, hogy vásároljanak húsz géppuskát és tegyék hozzá a városban lévő készleteikhez. Raast ezután találkozott a Gans Steamship Line elnökével, mely hajótársasággal az USA által kontrabandként (tiltott áruként) kezelt szállítmányt el akarta juttatni Mexikóba, de ezt nem tehette meg legálisan, ezért a Fekete-tenger partján lévő Odesszát jelölte meg úticélként.

## A szállítmány útja
Az Egyesült Államok Szövetségi Igazságügyi Minisztériuma a rakományt szállító Brinkburn gőzös útnak indulása után listába vette a fedélzetén lévő nagy mennyiségű hadianyagot. A szállítmányához 10.000 láda 30-as kaliberű és 250 láda 44-es kaliberű lőszer, 500 ládányi karabély (mindegyikben 50 lőfegyver, összesen 25 000), 1000 láda 14/30-as karabély és 20 darab gyorstüzelő géppuska tartozott. Az összesen 157 700 ládányi hadianyag értéke 607 000 amerikai dollár volt. Raast a fegyvereket Odesszába küldte, de nem jelent meg itt időben, hogy a vámkezelését elvégezze, emiatt pedig az orosz hatóságok lefoglalták a szállítmányt. Raast a washingtoni orosz nagykövetség segítségével el tudta érni a szállítmány szabadon engedését és azt Hamburgba küldte tovább egy német gőzhajó, a Pernau fedélzetén. Itt azonban Raast nem tudta kifizetni a fuvardíjat, ezért ekkor a német kormányzat foglalta azt le. A Huertát támogató és finanszírozó John Wesley De Kay végül állta a költségeket és elérte a szállítmány szabadon engedését. A fegyverszállítmányt német Mauser karabélyokkal és a hozzájuk való lőszerrel kiegészítve ezután Havannába küldték az Ypiranga fedélzetén. A HAPAG-gőzös fegyverszállítmányának mozgatásához három, tíz vagonból álló vonatszerelvény szükségeltetett.

## Az Egyesült Államok reakciója
Az USA kereste annak lehetőségét, hogyan akadályozhatná meg a Huertának szánt fegyverszállítmány kirakodását és ehhez Wilson elnök 1914. április 21-én a veracruzi kikötő vámházának amerikai csapatok által való megszállását rendelte el. A Ypiranga egy magánszemély birtokolta hajó volt, de a német kormányzat a Császári Haditengerészethez tartozónak nyilvánította, aminek révén védelmet élvezett a lefoglalás alól, ami után tiltakoztak az amerikaiak eljárása ellen, és a hajó illetve a szállítmányának lefoglalását a nemzetközi törvények megsértésének nyilvánították, miután az Egyesült Államok és Mexikó hivatalosan nem álltak hadban egymással. Az USA ezután elnézést kért Németországtól a jogsértés miatt, de igyekeztek a németeket rávenni arra, hogy hagyjanak fel a huertisták fegyverekkel való támogatásával. Az Ypiranga fegyverszállítmánya a fedélzetén maradt és Puerto Mexicóban került később kipakolásra. További fegyverszállítmányok érkeztek még ezután Huerta csapatai számára ugyanezen hajótársaság hajóin.
Habár az incidens egy nagyobb konfliktus lehetőségét hordozta magában, Friedrich Katz történész megfogalmazása szerint „az afférnak nem lettek további következményei és hamar feledésbe merült”, ami a Mexikót illető német külpolitikában 1914 május-június folyamán beállt változásnak volt köszönhető, mely inkább esett egybe az USA által is képviselt irányvonallal.

## Fordítás
- Ez a szócikk részben vagy egészben  a   Ypiranga incident című angol Wikipédia-szócikk ezen változatának fordításán alapul.  Az eredeti cikk szerkesztőit annak laptörténete sorolja fel. Ez a jelzés csupán a megfogalmazás eredetét és a szerzői jogokat jelzi, nem szolgál a cikkben szereplő információk forrásmegjelöléseként.

## További olvasmányok
- Katz, Friedrich. The Secret War in Mexico: Europe, the United States, and the Mexican Revolution. Chicago: University of Chicago Press 1981.